# Joseph Joubert
Joseph Joubert (Montignac (Dordonha), 7 de maio de 1754 – Paris, 4 de maio de 1824) foi um moralista e ensaísta francês, lembrado sobretudo por seus "pensamentos", publicados postumamente.
Aos 14 anos de idade, frequentou uma escola religiosa em Toulouse, onde posteriormente lecionou até o ano de 1776. Em 1778, foi para Paris, onde conheceu d'Alembert e Diderot, entre outros. Mais tarde, fez amizade com o jovem escritor e diplomata Chateaubriand. Colaborou, em primeiro lugar, com a Revolução; em breve, pelos excessos deste período, perdeu todo o entusiasmo para o ideal revolucionário.
Alternava a vida em Paris com seus amigos para vida no campo em Villeneuve-sur-Yonne.
Joubert publicou nada na vida, mas tinha uma correspondência ampla e muitos cadernos com pensamentos sobre a natureza do ser humano e a literatura. Na época de Napoleão foi nomeado inspetor geral da Universidade. Influenciado pelo epicurismo, Joubert levou com bom humor o seu próprio sofrimento, acreditando que a doença sintonizava a alma. Após sua morte, sua viúva confiou em Chateaubriand com estas notas e, em 1838, publicou uma seleção intitulada Recueil des pensées de M. Joubert (Coleção de pensamentos do Sr. Joubert).
Suas obras foram traduzidas para várias línguas.